# Nils
Nils, auch Niels ist ein skandinavischer männlicher Vorname, der dem Namen Nikolaus beziehungsweise dem englischen Namen Nicholas oder dem französischen Namen Nicolas entspricht.
Nils hat seine Herkunft im schwedischen Sprachraum. In Dänemark ist eher die Schreibweise Niels gebräuchlich, in Schweden, Norwegen und Deutschland eher Nils. Nils tritt auch als niederdeutsche und niederländische Kurzform der römischen Namen Cornelius und Nikodemus auf.

## Namenstag
- 6. Dezember Nikolaustag

## Bedeutung
Der Name Nikolaus setzt sich aus den griechischen Wörtern nike = der Sieg und laos = das Volk zusammen, somit bedeutet der Name Nils oder Niels dasselbe.

## Namensträger

### Nils

#### A
- Nils Åberg (1888–1957), schwedischer Archäologe
- Nils Ahrbom (1905–1997), schwedischer Architekt
- Nils Åkerlindh (1913–1992), schwedischer Ringer
- Nils Alwall (1904–1986), schwedischer Mediziner und Hochschullehrer
- Nils Andersson (1887–1947), schwedischer Fußballspieler
- Nils Andersson (* 1941), schwedischer Fußballspieler und -trainer
- Nils Johan Andersson (1821–1880), schwedischer Botaniker
- Nils Antons (* 1979), deutscher Eishockeyspieler
- Nils Arztmann (* 1999), österreichischer Schauspieler
- Nils Asther (1897–1981), schwedischer Schauspieler
- Nils Axelsson (1906–1989), schwedischer Fußballspieler

#### B
- Nils Bielke (1644–1716), schwedischer General
- Nils Bielke (1706–1765), päpstlicher Kammerherr und römischer Senator
- Nils Ferdinand von Bilow (1800–1846), deutscher Gutsbesitzer, Politiker und Historiker
- Nils T. Bjørke (* 1959), norwegischer Agrarfunktionär und Politiker
- Nils Blommér (eigentlich Nils Jakob Olsson; 1816–1853), schwedischer Maler
- Nils Boe (1913–1992), US-amerikanischer Politiker
- Nils Bohlin (1920–2002), schwedischer Flugingenieur und Erfinder
- Nils Bokelberg (* 1976), deutscher Fernsehmoderator und Sänger
- Nils Bomhoff (* 1980), deutscher Fernsehmoderator und Redakteur
- Nils Brennecke (* 1974), deutscher Buchautor, Moderator und Journalist
- Nils Brunkhorst (* 1976), deutscher Schauspieler
- Nils Busch-Petersen (* 1963), deutscher Jurist und Politiker
- Nils Butzen (* 1993), deutscher Fußballspieler

#### C
- Nils Christie (1928–2015), norwegischer Kriminologe
- Nils Claussen (1937–2021), deutscher Werkstoffwissenschaftler
- Nils Conrad (* 2001), deutscher Handballspieler

#### D
- Nils Dacke († 1543), schwedischer Bauernführer
- Nils Gustaf Dalén (1869–1937), schwedischer Ingenieur, siehe Gustaf Dalén
- Nils Diederich (* 1934), deutscher Politiker und Politikwissenschaftler
- Nils Döring (* 1980), deutscher Fußballspieler
- Nils Dresrüsse (* 1990), deutscher Handballspieler
- Nils Christofer Dunér (1839–1914), schwedischer Astronom

#### E
- Nils Edén (1871–1945), schwedischer Historiker und Politiker
- Nils Johan Ekdahl (1799–1870), schwedischer Theologe, Schriftsteller und Kulturhistoriker
- Nils Ekman (* 1976), schwedischer Eishockeyspieler
- Nils Ericson (1802–1870), schwedischer Ingenieur

#### F
- Nils Ferlin (1898–1961), schwedischer Dichter
- Nils Fiechter (* 1996), Schweizer Politiker
- Nils Fischer (* 1987), deutscher Fußballspieler
- Nils-Ole Foshaug (* 1970), norwegischer Politiker
- Nils Frahm (* 1982), deutscher Musiker und Komponist

#### G
- Nils Gaup (* 1955), samisch-norwegischer Filmregisseur
- Nils Grandelius (* 1993), schwedischer Schachspieler

#### H
- Nils Handal (1906–1992), norwegischer Politiker
- Nils Havemann (* 1966), deutscher Politikwissenschaftler, Historiker und Lektor
- Nils Erik Hellsten (1886–1962), schwedischer Fechter
- Nils Robert Hellsten (1885–1963), schwedischer Turner
- Nils Henkel (* 1969), deutscher Koch
- Nils Gunnar Henriksson (1920–1999), schwedischer Mediziner, Hochschullehrer und Autor

#### J
- Nils Aage Jegstad (* 1950), norwegischer Politiker
- Nils Julius (* 1974), deutscher Schauspieler

#### K
- Nils Karlsson (1917–2012), schwedischer Skilangläufer
- Nils Köbel (* 1977), deutscher Erziehungswissenschaftler und Podcaster
- Nils Kopke (* 1983), deutscher Judoka
- Nils Köpp (* 1967), deutscher Eiskunstläufer

#### L
- Nils Langer (* 1969), deutscher Germanist und Hochschullehrer
- Nils Langer (* 1990), deutscher Tennisspieler
- Nils Landgren (* 1956), schwedischer Posaunist und Sänger
- Nils Lehmann (* 1968), deutscher Handballspieler
- Nils Liedholm (1922–2007), schwedischer Fußballspieler und -trainer
- Nils Lindberg (1933–2022), schwedischer Jazzkomponist, Pianist und Arrangeur
- Nils Linnæus (1674–1748), schwedischer Pfarrer
- Nils Lofgren (* 1951), US-amerikanischer Rockmusiker
- Nils Loof (* 1970), deutscher Regisseur und Autor

#### M
- Nils Middelboe (1887–1976), dänischer Fußballspieler
- Nils Mittmann (* 1979), deutscher Basketballspieler
- Nils Mohl (* 1971), deutscher Schriftsteller
- Nils Petter Molvær (* 1960), norwegischer Trompeter und Musikproduzent
- Nils Mönkemeyer (* 1978), deutscher Bratschist
- Nils R. Müller (1921–2007), norwegischer Filmregisseur

#### N
- Nils Neuber (* 1966), deutscher Sportpädagoge und Hochschullehrer

#### O
- Nils Hjalmar Odhner (1884–1973), schwedischer Malakologe

#### P
- Nils Persson (1836–1916), schwedischer Unternehmer, Diplomat und Politiker
- Nils Petersen (* 1970), deutscher Theologe und Autor
- Nils Petersen (* 1988), deutscher Fußballspieler
- Nils O. Petersen, kanadischer Chemiker und Hochschullehrer
- Nils Poppe (1908–2000), schwedischer Schauspieler, Regisseur und Theaterdirektor
- Nils Posse (1862–1895), schwedischer Sportpädagoge

#### Q
- Nils Quaschner (* 1994), deutscher Fußballspieler

#### R
- Nils Arvid Ramm (1903–1986), schwedischer Boxer
- Nils Rosén (1902–1951), schwedischer Fußballspieler
- Nils Rosén von Rosenstein (1706–1773), schwedischer Mediziner

#### S
- Nils Kristen Sandtrøen (* 1989), norwegischer Politiker
- Nils Schmid (* 1973), deutscher Politiker
- Nils Schmäler (* 1969), deutscher Fußballspieler
- Nils Schumann (* 1978), deutscher Leichtathlet
- Nils Seethaler (* 1981), deutscher Kulturanthropologe
- Nils Gabriel Sefström (1787–1845), schwedischer Chemiker und Mineraloge
- Nils Sten Edvard Selander (1891–1957), schwedischer Dichter und Botaniker, siehe Sten Selander
- Nils Johan Semb (* 1959), norwegischer Fußballtrainer
- Nils Skoglund (1906–1980), schwedischer Wasserspringer
- Nils Nilsson Skum (1872–1951), samischer Künstler
- Nils Sondermann (* 1987), deutscher Eishockeyspieler
- Nils Stensen (1638–1686), dänischer Anatom, Geologe und Geistlicher, siehe Nicolaus Steno
- Nils Strindberg (1872–1897), schwedischer Polarforscher und Fotograf

#### T
- Nils Täpp (1917–2000), schwedischer Skilangläufer
- Nils Totland (* 1935), norwegischer Politiker

#### U
- Nils Ušakovs (* 1976), lettischer Journalist und Politiker

#### V
- Nils-Aslak Valkeapää (1943–2001), samischer Schriftsteller, Musiker, Künstler und Schauspieler
- Nils Västhagen (1906–1965), schwedischer Ökonom und Hochschullehrer

#### W
- Nils Wehowsky (* 1990), deutscher Rapper
- Nils Wiberg (1934–2007), deutscher Chemiker
- Nils Wiechmann (* 1976), deutscher Politiker
- Nils Winter (* 1977), deutscher Weitspringer
- Nils Winter (* 1993), deutscher Fußballspieler
- Nils Wogram (* 1972), deutscher Posaunist und Komponist
- Nils Wülker (* 1977), deutscher Trompeter und Komponist

### Niels

#### Einzelname
- Niels (um 1064 – 1134), König von Dänemark

#### Vorname

##### A
- Niels Aagaard (1612–1657), dänischer Schriftsteller und Gelehrter
- Niels Henrik Abel (1802–1829), norwegischer Mathematiker
- Niels Albert (* 1986), belgischer Radsportler
- Niels Annen (* 1973), deutscher Politiker
- Niels Arestrup (1949–2024), französischer Schauspieler

##### B
- Niels Bennike (1925–2016), dänischer Fußballspieler
- Niels Viggo Bentzon (1919–2000), dänischer Komponist und Pianist
- Niels Birbaumer (* 1945), deutscher Psychologe und Neurobiologe
- Niels Janniksen Bjerrum (1879–1958), dänischer Chemiker
- Niels Bohr (1885–1962), dänischer Physiker
- Niels Bötel (* 1987), deutscher Handballtrainer und Ingenieur
- Niels Böttcher (1962–2020), deutscher Politiker
- Niels Brouzes (* 1981), französischer Radrennfahrer
- Niels Busk (* 1942), dänischer Politiker

##### C
- Niels Lund Chrestensen (1840–1914), dänischer Gärtner und Unternehmensgründer
- Niels Lund Chrestensen (1940–2025), deutscher Gärtner, Manager und Diplomat
- Niels Christensen (1865–1952), dänisch-amerikanischer Technischer Zeichner und Erfinder
- Niels Otto Christensen (1917–2003), dänischer Jurist, Beamter, Landsfoged und Landshøvding von Grönland
- Niels Clausnitzer (1930–2014), deutscher Schauspieler, Synchronsprecher und Psychotherapeut

##### D
- Niels Fredrik Dahl (* 1957), norwegischer Lyriker und Schriftsteller
- Niels Lan Doky (* 1963), dänischer Jazzpianist

##### E
- Niels Ebbesen († 1340), dänischer Adliger und Mörder
- Niels Madsen Eigtved (1701–1754), dänischer Architekt und Baumeister, siehe Nicolai Eigtved
- Niels Ewerbeck (1962–2012), deutscher Galerist, Theaterintendant und Hochschullehrer

##### F
- Niels Nikolaus Falck (1784–1850), deutscher Jurist, Historiker und Staatsmann
- Niels Feijen (* 1977), niederländischer Poolbillardspieler
- Niels Ryberg Finsen (1860–1904), dänischer Arzt
- Niels Fredborg (* 1946), dänischer Radrennfahrer
- Niels Christian Frederiksen (1840–1905), dänischer Nationalökonom
- Niels Frevert (* 1967), deutscher Singer-Songwriter

##### G
- Niels Wilhelm Gade (1817–1890), dänischer Komponist und Dirigent
- Niels van Gogh, deutscher DJ und Musiker
- Niels Gormsen (1927–2018), deutscher Architekt und Politiker

##### H
- Niels Hansen (1924–2015), deutscher Diplomat
- Niels Hansen (* 1983), deutscher Fußballspieler
- Niels Tune Hansen (* 1953), dänischer Fußballspieler
- Niels Hasselmann (* 1936), deutscher Theologe
- Niels Heidenreich (1761–1844), dänischer Uhrmacher und Goldschmied
- Niels Högel (* 1976), deutscher Serienmörder
- Niels Hoffmeyer (1836–1884), dänischer Meteorologe
- Niels Holst-Sørensen (1922–2023), dänischer Leichtathlet

##### J
- Niels Kaj Jerne (1911–1994), dänischer Immunologe
- Niels Juel (1629–1697), dänischer Admiral

##### K
- Niels Kerstholt (* 1983), niederländischer Shorttracker
- Niels Kurvin (* 1975), deutscher Schauspieler

##### L
- Niels Laupert (* 1975), deutscher Regisseur, Produzent und Drehbuchautor

##### M
- Niels Modler (* 1969), deutscher Ingenieur und Hochschullehrer
- Niels Muus (* 1958), dänischer Pianist und Dirigent

##### N
- Niels Erik Nørlund (1885–1981), dänischer Mathematiker und Astronom
- Niels Neergaard (1854–1936), dänischer Politiker

##### O
- Niels-Henning Ørsted Pedersen (1946–2005), dänischer Kontrabassist
- Niels Oude Kamphuis (* 1977), niederländischer Fußballspieler

##### R
- Niels Reinhard (* 1987), deutscher Musikproduzent, Kurzfilm- und Musikvideo-Regisseur
- Niels Robitzky (* 1969), deutscher Choreograf und Tänzer
- Niels Ruf (* 1973), deutscher Moderator, Autor und Schauspieler

##### S
- Niels Scheuneman (* 1983), niederländischer Radrennfahrer
- Niels Schlotterbeck (* 1967), deutscher Fußballspieler
- Niels Bruno Schmidt (* 1975), deutscher Schauspieler
- Niels Sönnichsen (1930–2021), deutscher Dermatologe und Immunologe
- Niels Stein (* 1991), deutscher Leichtathlet
- Niels Stolberg (* 1960), deutscher Reeder

##### W
- Niels Werber (* 1965), deutscher Literatur- und Medienwissenschaftler
- Niels Ludvig Westergaard (1815–1872), dänischer Orientalist
- Niels William (* 1974), flämischer Sänger, Manager und Unternehmer
- Niels Christopher Winther (1822–1892), färöischer Jurist, Politiker und Autor

## Sonstiges
- Niels Klim, Hauptfigur in dem Roman Niels Klims unterirdische Reise (1741) von Ludvig Holberg
- Niels Lyhne, Hauptfigur des gleichnamigen Romans (1880) von Jens Peter Jacobsen
- Nils Holgersson, Figur aus dem Roman von Selma Lagerlöf
- Der kleine Nils, eine Comedy-Figur